# NGC 5200
NGC 5200 est une paire d'étoiles située dans la constellation de la Vierge. L'astronome germano-britannique Phillip Sidney Coolidge (de) a enregistré la position de cette paire d'étoiles le 30 avril 1859.